# El engaño Hemingway
El engaño Hemingway (título original en inglés The Hemingway Hoax) es una novela corta de ciencia ficción del escritor estadounidense Joe Haldeman. Una primera versión abreviada de la novela fue publicada en el número de abril de 1990 de la revista Asimov's Science Fiction ganando los premios Nébula y Hugo de 1990 y 1991 respectivamente. 
Posteriormente se publicó una versión completa de la novela.

## Argumento
La novela es una historia alterna basada en la pérdida real que sufrió Ernest Hemingway en 1922 de una maleta con la única copia de su primera novela y de parte de sus relatos y qué ocurriría si ochenta años después alguien falsificara esa primera novela.

## Ediciones en español
- Haldeman, Joe (1995). El engaño Hemingway (Rafael Martín Trechera, trad.). Barcelona: Ediciones B. ISBN 84-406-5601-7.
- Haldeman, Joe (2008). El engaño Hemingway (Rafael Martín Trechera, trad.). Barcelona: Zeta Bolsillo. ISBN 978-84-9872-136-2.